# Vincenzo Monti
Vincenzo Monti (19. února 1754, Alfonsine – 13. října 1828, Milán) byl italský básník, dramatik a překladatel. Je představitelem neoklasicismu a inspiroval se antickými vzory. Přikláněl se však také k citovějšímu (preromantickému) vyjadřování.

## Život a dílo
Narodil se ve statkářské rodině v obci Alfonsine ležící asi patnáct kilometrů od Ravenny. Nejprve studoval v semináři ve Faenze a od roku 1771 na právnické a později na lékařské fakultě ve Ferraře. Spíše než studiu se ale věnoval literární tvorbě a psal erotické sonety a anakreontické ódy podle vzoru Carla Innocenza Frugoniho. Roku 1775 se pod jménem Antonide Saturniano stal členem literání Akademie Arcadia (L'Accademia dell'Arcadia) která se stavěla proti baroknímu vkusu.
Napsáním básně Ezechiellovo vidění (1776, La visione d' Ezechiello) si získal přízeň kardinála Scipiona Borgheseho, který jej roku 1778 pozval do Říma a vzal jej pod svou ochranu. Záhy se stal uznávaným literátem a roku 1781 díky ódě Krása všehomíra (La bellezza dell’universo), kterou přednesl na svatbě markýze Luigiho Braschiho, synovce papeže Pia VI., získal místo markýzova tajemníka.
Na počest papeže u příležitosti jeho cesty do Vídně napsal báseň Apoštolský poutník (1782, Il pellegrino apostolico) a roku 1784 oslavil jeho pokus o vysušení Pontinských bažin básní Feroniade. Mezitím napsal pod vlivem Goethova Utrpení mladého Werthera báseň v nerýmovaném endekasylabu Milostné myšlenky (1782, Pensieri d'amore), roku 1783 elegickou báseň Knížeti donu Sigismondovi Chigimu (Al Principe Don Sigismondo Chigi) a roku 1784 ódu Panu Montgolfierovi  (Al signor di Montgolfier), ve které oslavil vzlet horkovzdušného balonu bratří  Montgolfiérů. Úspěšné byly i jeho dvě tragédie Aristodémos (1786, Aristodemo) s námětem z antiky a Galeotto Manfredi (1788) o italském kondotiérovi.

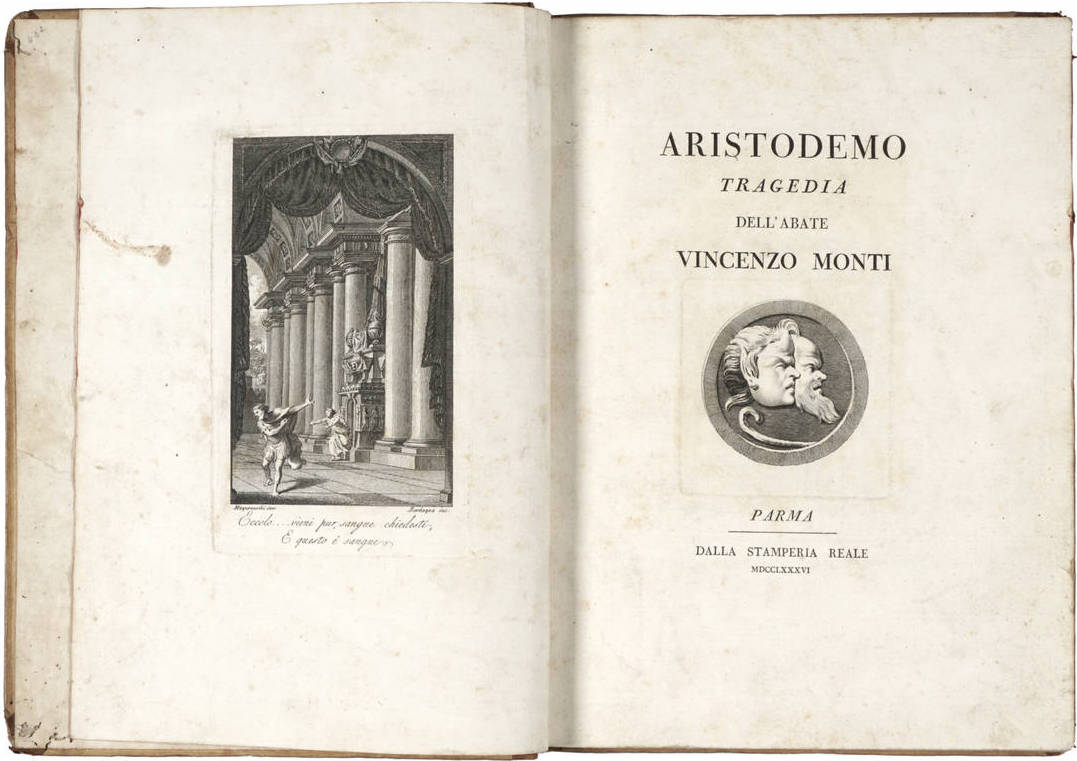
Aristodémos, vydání tragédie z roku 1786

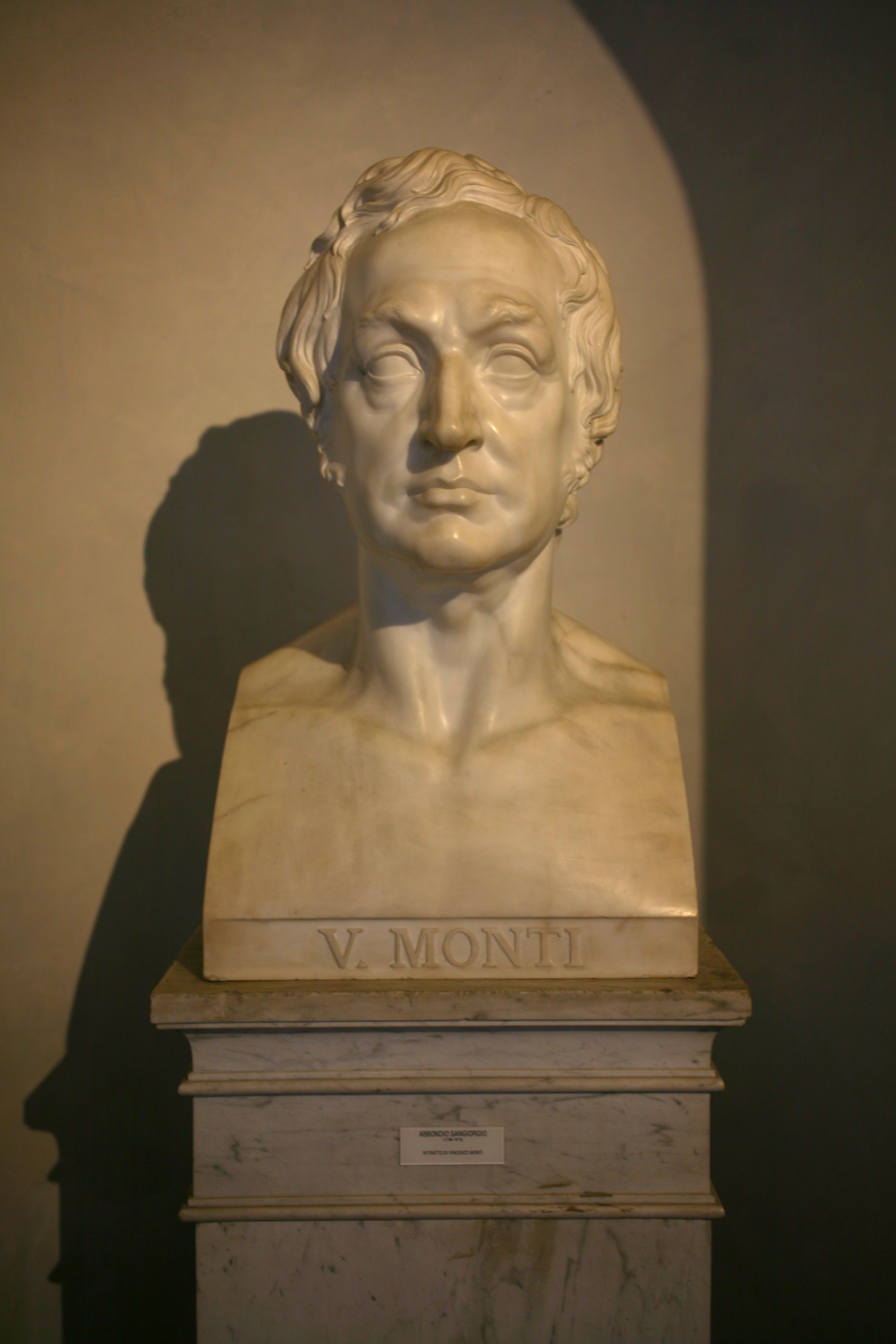
Busta Vincenza Montiho od Abbondia Sangiorgia z roku 1834

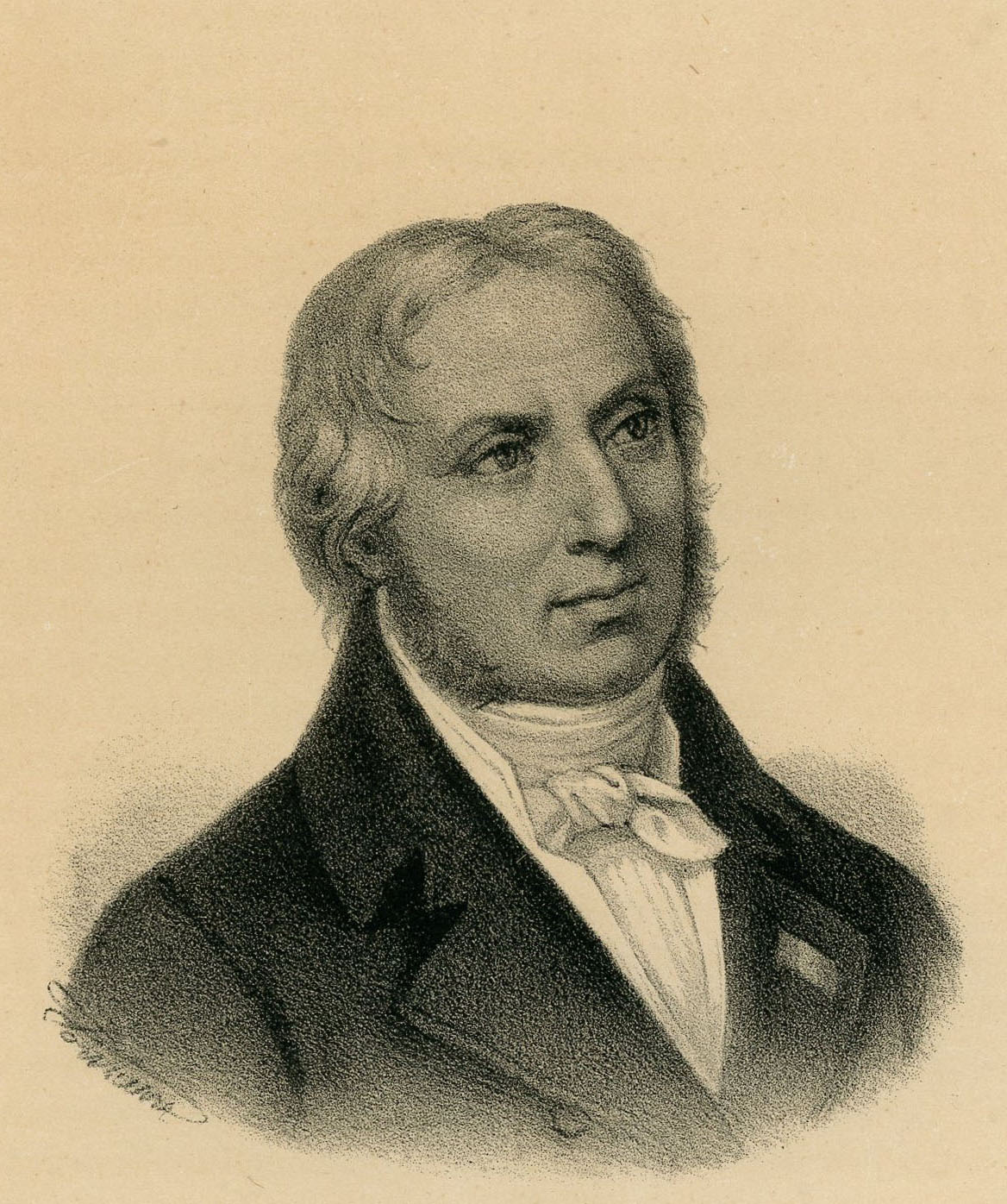
Portrét Vincenza Montiho z roku 1864

Jeho bouřlivý milostný život se stal terčem kritiky ze strany duchovenstva, na což Monti odpovídal sarkastickými sonety, z nichž neslavnější je Sonet otci Quirinovi (1787, A Quirino). Mnoho nepřátel v církevních kruzích mu také přinesly jeho sonety Na smrt Jidášovu (1788, Sulla morte di Giuda). Jeho soukromý život se uklidnil, když se v červenci roku  1791 oženil s dcerou sochaře a rytce polodrahkamů Teresou Piklerovou (1769-1834), se kterou měl dvě děti, Costanzu  a Giovana Francesca.
Politické událostí ve Francii, poprava francouzského krále Ludvíka XVI. a zabití tajemníka francouzského vyslanectví v Neapoli Bassvilleho při protifrancouzských nepokojích v Římě jej inspirovaly k napsání básně v tercínách Na smrt Huga Basvilleho (1793, In morte di Ugo Bassville) v níž vyjádřil svůj kritický postoj k ideálům francouzské revoluce (v básni je kajícný Bassville, doprovázený andělem, svědkem zkázy Francie).
Když ale Monti díky nesnesitelné situaci v Římě (hospodářská krize, lidové nepokoje a násilí i obtížné vztahy s římským dvorem) pochopil, že se politická situace nenávratně změnila, začal zastávat liberální, demokratická a jakobínská stanoviska. Roku 1797 pak s pomocí Napoleonova pobočníka Augusta Marmonta uprchl z Říma do Milána, kde získal místo tajemníka na ministerstvu zahraničních věcí Cisalpinské republiky. Změnil se i ráz jeho tvorby, která se přizpůsobila revolučním tématům. Psal politickou lyriku jako Fanatismus a pověrčivost (1797, Il fanatismo e la superstizione), básnicky oslavoval francouzskou revoluci i Napoleona a dedikoval mu svá díla Prométheus (1797, Prometeo), Zrození Múz (1797, La Musogonia) a Nebezpečí (1800, Il pericolo).
Po rakousko-ruské okupaci roku 1799 se uchýlil do Paříže, kde překládal Voltairovu Pannu orleánskou a připravoval některá svá pozdější díla. Roku 1801 se vrátil zpět do Itálie. Pozdravil Napoleona jako vítěze bitvy u Marenga ódou Za osvobození Itálie (1801, Per la liberazione d'Italia), vydal svou tragédii Gaius  Gracchus (Caio Gracco), získal katedru řečnictví na Univerzitě v Pavii a uveřejnil báseň Mascheroniana (1801-1802), obsáhlou rétorickou elegii v tercínách na smrt svého přítele, básníka a matematika Lorenza Mascheroniho..
Roku 1803 vydal překlad Persiových Satir a roku 1804 uvedl v La Scale drama Theseus (Teseo) s hudbou Vincenza Federiciho, založené na paralele Thesea osvobozujícího zemi od nestvůr s obrazem Napoleona osvobozujícího lid. V tom samém roce byl jmenován vládním básníkem a v roce 1806 historikem Italského království vytvořeného Napoleonem. Na Napoleona napsal také několik dalších oslavných básní, jako například Na velikost Napoleonovu (1805, Alla Maestà di Napoleone) nebo nedokončenou lyricko-epickou poemu Bard z Černého lesa (1806, Il bardo della Serva nera), ovlivněnou Ossianovými zpěvy. Roku 1810 vytvořil uznávaný překlad Homérovy Iliady.
Po Napoleonově pádu se opět vrátil k silně konzervativním postojům a v letech 1816-1817 byl jedním z redaktorů prorakouského měsíčníku Biblioteca Italiana. Restauraci oslavil kantátou Mystická pocta (1815, Il mistico omaggio) s hudbou Vincenza Federiciho, divadelním textem Návrat  Astraei (1816, Il ritorno di Astrea) s hudbou Josepha Weigla o návratu bohyně spravedlnosti a dramatickým chvalozpěvem Výzva k Palladě (1819, Invito a Pallade) s hudbou Johanna Simona Mayra určeným k oslavě návštěvy rakouského císaře a jeho manželky v Miláně. Tato díla a ani idylické epithalamium Svatba Kadma s Harmonií (1825, Le nozze di Cadmo e d'Ermione) nedosahují však úrovně jeho děl z předcházejícího období.
Svou novoklasicistní poezii obhajoval proti názorům romantiků v díle Řeč o mytologii (1825, Sermone sulla mitologia), kde proti romantickým teoriím stavěl básnickou hodnotu antických bájí. V otázce jazyka kritizoval purismus, který zastávala Accademia della Crusca, a obhajoval nový, moderní národní jazyk. Věnoval tomu šestisvazkové dílo Návrh některých úprav a dodatků ke slovníku Cruscy (1817-1826, Proposta di alcune correzioni ed aggiunte al vocabolario della Crusca).
Jeho další léta byla poznamenána chatrným zdravím a finančními starostmi. Již v dubnu roku 1826 byl zasažen mozkovou mrtvicí, která mu paralyzovala levou stranu těla. Novou mrtvici utrpěl v květnu roku 1828 a 13. října tohoto roku v Miláně zemřel. Pochován byl na hřbitově San Gregorio, který dnes již neexistuje.
Montiho hodnocení a postavení z hlediska italské literatury není příliš jasné. Byl nadán hlubokou znalostí literárního jazyka, tvořivou snadností, bohatou obrazností, vřelostí, básnickou výmluvností, technickou obratností a formální dokonalostí. Jako člověk byl dobročinný, snášenlivý a upřímný, ale ve svých postojích se většinou pevně držel oficiálních názorů. Mnohými autory (například Giosuè Carducci) byl vysoce ceněn jako jeden z největších básníků své doby, jinými (Ugo Foscolo nebo Giacomo Leopardi), byl ale odsuzován, že se vzdával svého přesvědčení za praktické výhody a že propracovanou literární techniku upřednostňoval před obsahem.

## Česká vydání
- Na smrt Jidášovu, in Tři knihy vlaské lyriky. Praha:  Vydavatelstvo Vzdělavací bibliotéky 1894, přeložil Jaroslav Vrchlický.[6]